# Verneuil-sur-Vienne
 Verneuil-sur-Vienne  (en occitano Vernuèlh) es una población y comuna francesa, situada en la región de Lemosín, departamento de Alto Vienne, en el distrito de Limoges y cantón de Aixe-sur-Vienne.

## Demografía
| 1,510 | 1,529 | 1,749 | 2,362 | 2,968 | 3,188 | 4037 |
| Para los censos de 1962 a 1999 la población legal corresponde a la población sin duplicidades (Fuente: INSEE [Consultar]) |       |       |       |       |       |      |